# Katanga (planina)
Katanga (anglicky Katanga Plateau) je náhorní plošina v jihovýchodní části Demokratické republiky Kongo (dřívější provincie Katanga) a v severní Zambii, od severu je ohraničena pohořími Kundelungu a Mitumba, od východu pohořím Mučinga a na západě a jihu navazuje na plošinu Lunda. Vzhledem k nadmořské výšce a sezónním srážkám jde o úrodné obdělávané území. V Demokratické republice Kongo se jedná o průmyslovou oblast. V Kantanze pramení řeky Lufira a Lomami.